# Capilla del Calvario (Jerez de la Frontera)
La capilla del Calvario es una capilla ubicada en Jerez de la Frontera (Andalucía, España).

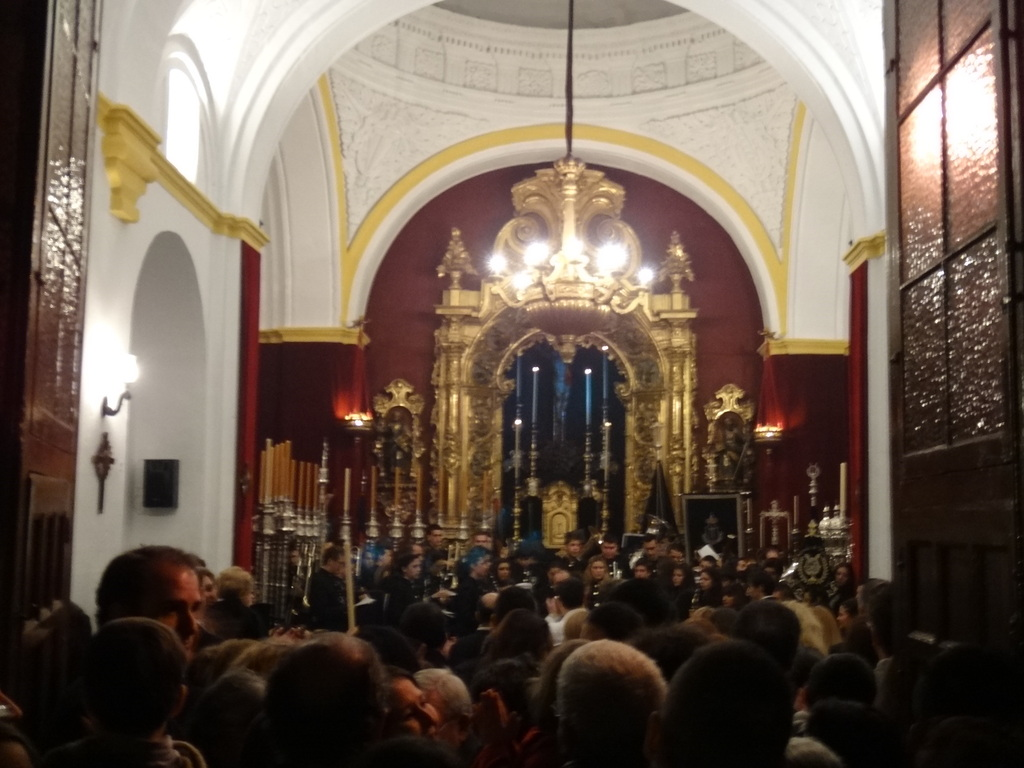
Hermandad del Santo Entierro (Jerez) en la Capilla del Calvario

## Historia

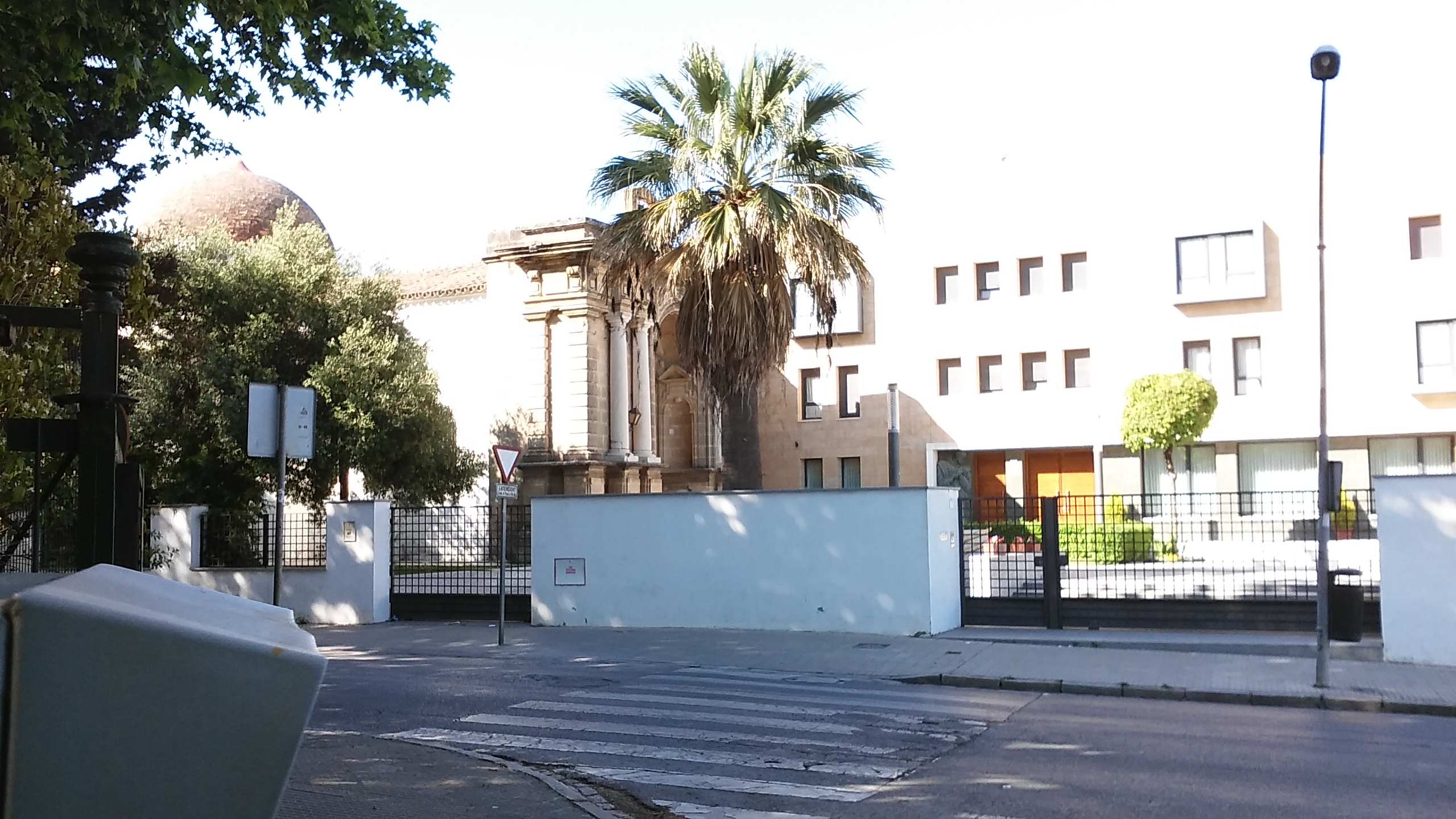
Lateral de la capilla y patio frontal

Tiene su origen, al igual que la Capilla de la Yedra o la Capilla de las Angustias en una cruz de humilladero situada a extramuros de la ciudad, entre el camino de la campiña y la Puerta de Santiago.
Esta cruz de humilladero se llamaba Calvario. A finales del siglo XV se comenzó a construir una pequeña capilla que precedería a la actual, de estilo renancentista.
La Capilla del Calvario está situada en la calle Tardixt, dentro del barrio de Santiago, junto al Seminario mayor de Asidonia-Jerez
En 1922 se incorpora un monumento de grandes dimensiones del Sagrado Corazón de Jesús.

## Santo Entierro
Estrechamente ligada a la capilla se encuentra la cofradía del mismo nombre, ya que principalmente ésta ha sido la organización que históricamente más ha velado por la conservación de este patrimonio.
Cuenta la tradición que estando Alfonso XI en Jerez en 1340, acompañó a la procesión del Santo Entierro hasta la capilla, por ello se la conoce como Real Capilla.

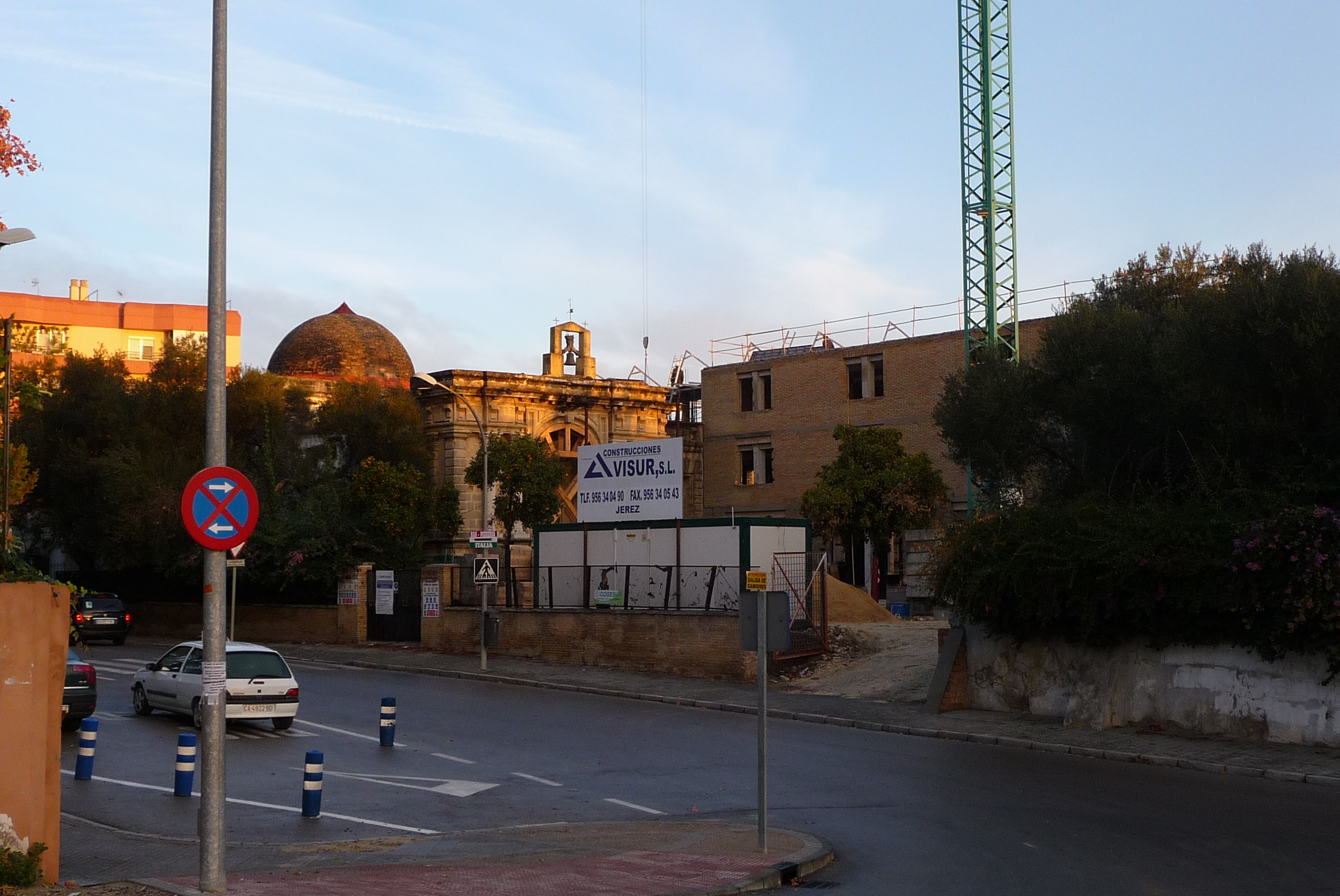
Capilla en obras